# 阪南市の地名
本項阪南市の地名（はんなんしのちめい）では、大阪府阪南市における町名や大字名を中心に、本市ならびに前身の阪南町成立以来の地名の変遷について記述する。

## 現行行政町名
まず市内の現行の町字名を五十音順に列挙する。

### あ行
- 石田
- 和泉鳥取
- 尾崎町
- 尾崎町1 - 8丁目

### か行
- 貝掛
- 黒田
- 桑畑
- 光陽台

### さ行
- さつき台1 - 3丁目
- 自然田
- 下出
- 新町

### た行
- 淡輪
- 鳥取
- 鳥取中
- 鳥取三井

### は行
- 箱作
- 箱の浦

### ま行
- 舞1 - 5丁目
- 緑ケ丘1 - 3丁目
- 南山中
- 桃の木台1 - 8丁目

### や行
- 山中渓

## 町字名の変遷
阪南町は1972年（昭和47年）、泉南郡南海町・東鳥取町が合併することにより成立。成立時2町14大字を編成。

### 成立当初の大字名
旧南海町
- 尾崎町
- 新町
- 鳥取
- 貝掛
- 箱作
- 淡輪
- 箱の浦（南海町箱作・山中・淡輪の各一部より）
- 南山中（南海町山中の一部より）

旧東鳥取町
- 石田
- 黒田
- 桑畑
- 自然田
- 下出
- 鳥取中
- 和泉鳥取（東鳥取町山中の一部より）
- 山中渓（東鳥取町山中の一部より）

### 町名の設置
1978年（昭和53年）
- 光陽台1 - 4丁目（新町・黒田・鳥取・鳥取中・石田・尾崎町の各一部より）

1986年（昭和61年）
- さつき台1 - 3丁目（石田・自然田の各一部より）

1991年（平成3年）、市制施行して阪南市となる。
1993年（平成5年）
- 鳥取三井（鳥取の一部より）
- 舞1 - 5丁目（鳥取・貝掛の各一部より）

1995年（平成7年）
- 尾崎町1 - 8丁目（尾崎町・下出・黒田・新町・鳥取中の各一部より）
- 桃の木台1 - 8丁目（箱作の一部より）

1998年（平成10年）
- 緑ケ丘1 - 3丁目（和泉鳥取・自然田・尾崎町の各一部より）

## 参考資料
- 角川日本地名大辞典 27 大阪府（1983年、角川書店）